# 池上桃花
池上 桃花（いけがみ ももか、2004年2月13日 - ）は、長野県伊那市出身の女子ソフトボール選手（捕手）。豊田自動織機シャイニングベガ所属。

## 経歴
8歳の時にソフトボールを始める。2019年に東海学園高等学校に進学すると、1年生の時にインターハイに出場してホームランを2本放った。2年進級時に、この年にソフトボール部が新設された神村学園高等部伊賀に転入。主将に任命されると、同部として初の公式戦となった2020年10月の三重県高体連ソフトボール競技新人大会（全国選抜大会県予選）で優勝し、2021年3月の全国高校選抜大会への出場権を獲得した。本戦では兵庫大附属須磨ノ浦相手に1回戦敗退だった。
2022年、JDリーグの豊田自動織機シャイニングベガに入団。
日本代表には、中学3年生の時にU-14代表、高校1年生の時にはU-18代表に選出されている。2019年11月（東海学園高校1年生）に中国・貴州省で開催されたU-17女子ソフトボールアジアカップでは、一塁手や捕手として全5試合にスタメン出場し（主に6番打者）、日本の優勝に貢献した。

## 選手としての特徴
バッティングを得意としており、中学生の時からホームランを狙って打てる選手だったと振り返っている。キャッチャーからのセカンド送球もアピールポイントとしてあげている。

## 人物・エピソード
1学年上の姉・池上実結もソフトボール選手で、伊那市立東部中学校時代の2017年5月には、長野県中学生春季ソフトボール大会で姉妹バッテリー（投手·実結 - 捕手·桃花）を組んで優勝している。2人は長野県選抜でもチームメイトであった。また、元日本精工ブレイブベアリーズの酒井愛香は従姉である。
実家は農家で、トウモロコシなどを栽培している。

## 詳細情報

### 背番号
- 8（2022 - ）